# Амазонки на Луне
«Амазонки на Луне» — кинофильм, скетч-шоу. Фильм пародирует американские фильмы 1950-х годов и низкобюджетные научно-фантастические картины.

## Сюжет
Фильм состоит из эпизодов, слабо связанных по смыслу. Зрителю представляют фильм «Амазонки на Луне». Показывают фильм по телевидению, но в процессе показа возникают определённые проблемы — плёнка старая. Для того, чтобы занять зрителя, в технических перерывах показывают различные смешные эпизоды. Персонаж, появляющийся во многих эпизодах — Мюррей (актёр Лу Якоби), который нажав на кнопку своего пульта телевизора, оказался «внутри» фильмов и передач, и теперь никак не может выбраться назад.

## В ролях
В фильме в коротких эпизодах занято множество представителей шоу-бизнеса и в том числе актёров фильмов категории «B» популярных в США. Так в фильме в камео-ролях можно увидеть музыканта Би Би Кинга, режиссёра Русса Мейера, звезду журнала Пентхаус Моник Габриэль и других известных представителей шоу-бизнеса.
| Актёр            | Роль                                                         |
| ---------------- | ------------------------------------------------------------ |
| Гриффин Данн     | доктор                                                       |
| Розанна Аркетт   | Карен (идущая на первое свидание с Джерри)                   |
| Стив Гуттенберг  | Джерри (идущий на первое свидание с Карен)                   |
| Эд Бегли-младший | Гриффин                                                      |
| Ральф Беллами    |                                                              |
| Расс Мейер       |                                                              |
| Кэрри Фишер      | Мэри Браун                                                   |
| Моник Габриэль   | Тарин Стил                                                   |
| Лу Якоби         | Мюррей                                                       |
| Эрика Йон        | Сельма                                                       |
| Кори Бертон      | Анкорман                                                     |
| Мишель Пфайфер   | Бренда Ландерс                                               |
| Петер Хортон     | Гарри Ландерс                                                |
| Джо Пантолиано   | Си Свердлов                                                  |
| Фил Хартман      | бейсбольный комментатор                                      |
| Арсенио Холл     | едва не погибший в ходе череды несчастных случаев в квартире |
| Энджел Томпкинс  | Первая леди (в новелле «Первая леди вечера»)                 |
| Уоллес Лэнгэм    | рядовой Энсон У. Па́кет (в новелле «Неизвестный солдат»)      |